# 范県
范県（はん-けん）は中華人民共和国河南省濮陽市に位置する県。

## 行政区画
- 鎮:城関鎮、濮城鎮、竜王荘鎮、高碼頭鎮、王楼鎮、辛荘鎮、陳荘鎮、張荘鎮
- 郷:楊集郷、白衣閣郷、顔村鋪郷、陸集郷